# Jean-François Bonhème
Jean-François Bonhème (Parigi, 12 luglio 1949) è un ex lunghista francese.

## Palmarès

### Europei indoor
- 1 medaglia:
  - 1 oro (Göteborg 1974)